# 1463
Пізнє Середньовіччя •  Відродження •  Реконкіста •  Ганза •  Ацтецький потрійний союз •  Імперія інків

## Геополітична ситуація
Османську державу очолює Мехмед II Фатіх (до 1481). Імператором Священної Римської імперії є Фрідріх III. У Франції королює Людовик XI (до 1483).
Апеннінський півострів розділений: північ належить Священній Римській імперії, середню частину займає Папська область, південь належить Неаполітанському королівству. Деякі міста півночі: Венеція, Флоренція, Генуя тощо, мають статус міст-республік.
Майже весь Піренейський півострів займають християнські Кастилія і Леон, де править Енріке IV (до 1474), Арагонське королівство на чолі з Хуаном II (до 1479) та Португалія, де королює Афонсо V (до 1481). Під владою маврів залишилися тільки землі на самому півдні.
Едуард IV є королем Англії (до 1470), королем Данії та Норвегії — Кристіан I (до 1481), він також є королем Швеції. Королем Угорщини є Матвій Корвін (до 1490), а Богемії — Їржі з Подєбрад (до 1471). У Польщі королює, а у Великому князівстві Литовському княжить Казимир IV Ягеллончик (до 1492).
Частина руських земель перебуває під владою Золотої Орди. Галичина входить до складу Польщі. Волинь належить Великому князівству Литовському. Московське князівство очолює Іван III Васильович (до 1505).
На заході євразійських степів від Золотої Орди відокремилися Казанське ханство, Кримське ханство, Ногайська орда. У Єгипті панують мамлюки, а Мариніди — у Магрибі. У Китаї править династія Мін. Значними державами Індостану є Делійський султанат, Бахмані, Віджаянагара. В Японії триває період Муроматі.
У Долині Мехіко править Ацтецький потрійний союз на чолі з Монтесумою I (до 1469). Цивілізація майя переживає посткласичний період. В Імперії інків править Панчакутек Юпанкі (до 1471).

## Події
- Перша писемна згадка про село Гнилиці (нині Підволочиського району Тернопільської області)
- Перша писемна згадка про село Клебанівка (нині Підволочиського району Тернопільської області)
- Перша писемна згадка про село Пальчинці (нині Підволочиського району Тернопільської області)
- Перша писемна згадка про село Староміщина (нині Підволочиського району Тернопільської області)
- Перша писемна згадка про село Шельпаки (нині Підволочиського району Тернопільської області)
- Перша писемна згадка про село Буглів (нині Лановецького району Тернопільської області)

- Московський князь Іван III Васильович приєднав до своїх володінь Ярославське князівство.
- 5 січня Франсуа Війону, першому французькому лірику Нового часу, смертний вирок за неодноразову участь у бійках, грабунках і розбоях замінено на 10-літнє вислання з Парижа.
- Турецький султан Мехмет II Фатіх захопив Боснію й стратив короля Стефана Томашевича.
- Укладено мир між імператором Священної Римської імперії Фрідріхом III та угорським королем Матвієм Корвіном. Фрідріх III відмовився від претензій на угорський трон.
- Угорщина й Венеція утворили військовий союз проти турків.

## Народились
- 2 лютого — Джованні Піко делла Мірандолла, італійський філософ і гуманіст епохи Відродження.

## Померли
- 3 лютого — У віці 68-и років помер Йоганн Гутенберг, німецький винахідник книгодрукування, перший типограф у Європі.